# Внутрішній конфлікт у державі Селевкидів (128–123)

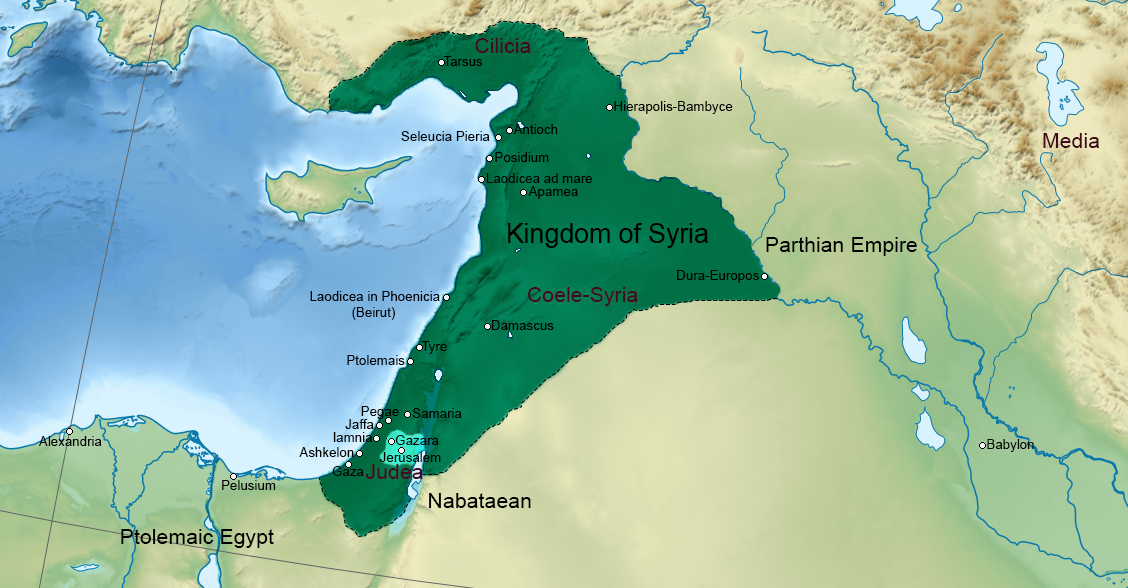
Мапа держави Селевкидів станом насередину 120-х років до н. е. Зокрема, позначені згадані у статті міста Антіохія, Лаодікея (ad mare), Апамея, Дамаск, Тір та Птолемаїда

Внутрішній конфлікт у державі Селевкидів (128—123) — боротьба узурпатора Александра Забіни за сирійський престол, котра велась у 120-х роках до н. е.
У 130 р. до н. е. цар Антіох VII Сідет вирушив відвойовувати у парфян східні провінції держави Селевкидів, котрі вони захопили у 140-х роках до н. е. скориставшись боротьбою за сирійський престол. Первісно він досяг значних успіхів, що змусило парфянського царя Фраата II відпустити на батьківщину попереднього селевкідського володаря Деметрія II (саме захоплення останнього у полон в підсумку дозволило Антіоху VII досягти влади). Парфієць розраховував, що між братами (якими були Деметрій ІІ та Антіох VII) розгорнеться боротьба за престол, що послабить його супротивника. Втім, взимку 129 р. до н. е. Антіох Сідет необачно розділив своє військо по окремих гарнізонах, що призвело до його повної поразки, а самого царя — до загибелі. Таким чином, Деметрій ІІ зміг повторно затвердитись в своїй державі без жодної боротьби.
Тим часом до Сирійського царства втекла єгипетська цариця Клеопатра II, котра зазнала поразки у боротьбі зі своїм братом (і колишнім чоловіком) Птолемеєм VIII Фісконом. Вона була тещею Деметрія ІІ (як мати його дружини Клеопатри Теї) та підбурила його виступити проти Фіскона. Деметрій зі своїм військом дійшов до Пелусія, проте зустрів там спротив з боку Птолемея VIII. Це, а також непокора з боку власних військ Селевкіда, змусили його відступити.

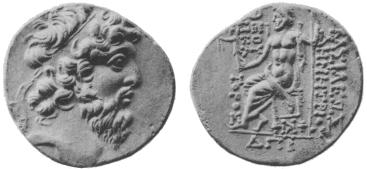
Монета Деметрія ІІ Нікатора

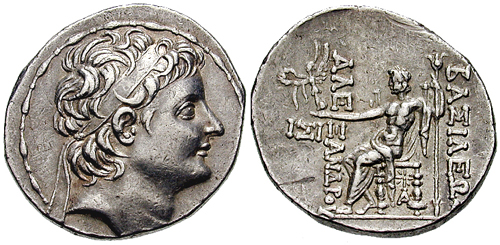
Монета Александра ІІ Забіни

Не лише війська, але й піддані ненавиділи Деметрія ІІ за його важкий деспотичний характер (на якому далось взнаки довготривале перебування у парфян, звичаї котрих радикально відрізнялись від еллінських). Як наслідок, у країні почалось повстання, сприяння якому надав Птолемей Фіскон. Останній відправив сюди разом із військом узурпатора Александра Забіну, котрого оголосили прийомним сином Антіоха Сідета. Від Деметрія спершу відклались мешканці столичної Антіохії, далі те саме зробила Апамея (одне з чотирьох найбільших міст Сирії), а за нею й інші міста.
Деметрій відступив на південь держави, де зазнав вирішальної поразки в битві під Дамаском. За цим він втік до прибережних міст, розраховуючи укритись у Птолемаїді, де знаходилась його дружина Клеопатра Тея. Втім, остання відмовилась впустити чоловіка до міста, тому він був змушений вирушити до розташованого дещо північніше Тіра. Тут Деметрія ІІ вбили (125 р. до н. е.), ймовірно, за наказом дружини (Страбон стверджував, що Клеопатра Тея ревнувала чоловіка до парфянської прицнеси Родогуни, на якій він одружився під час свого полону). Втім, за Йосипом Флавієм Деметрій потрапив у полон та був замучений ворогами.

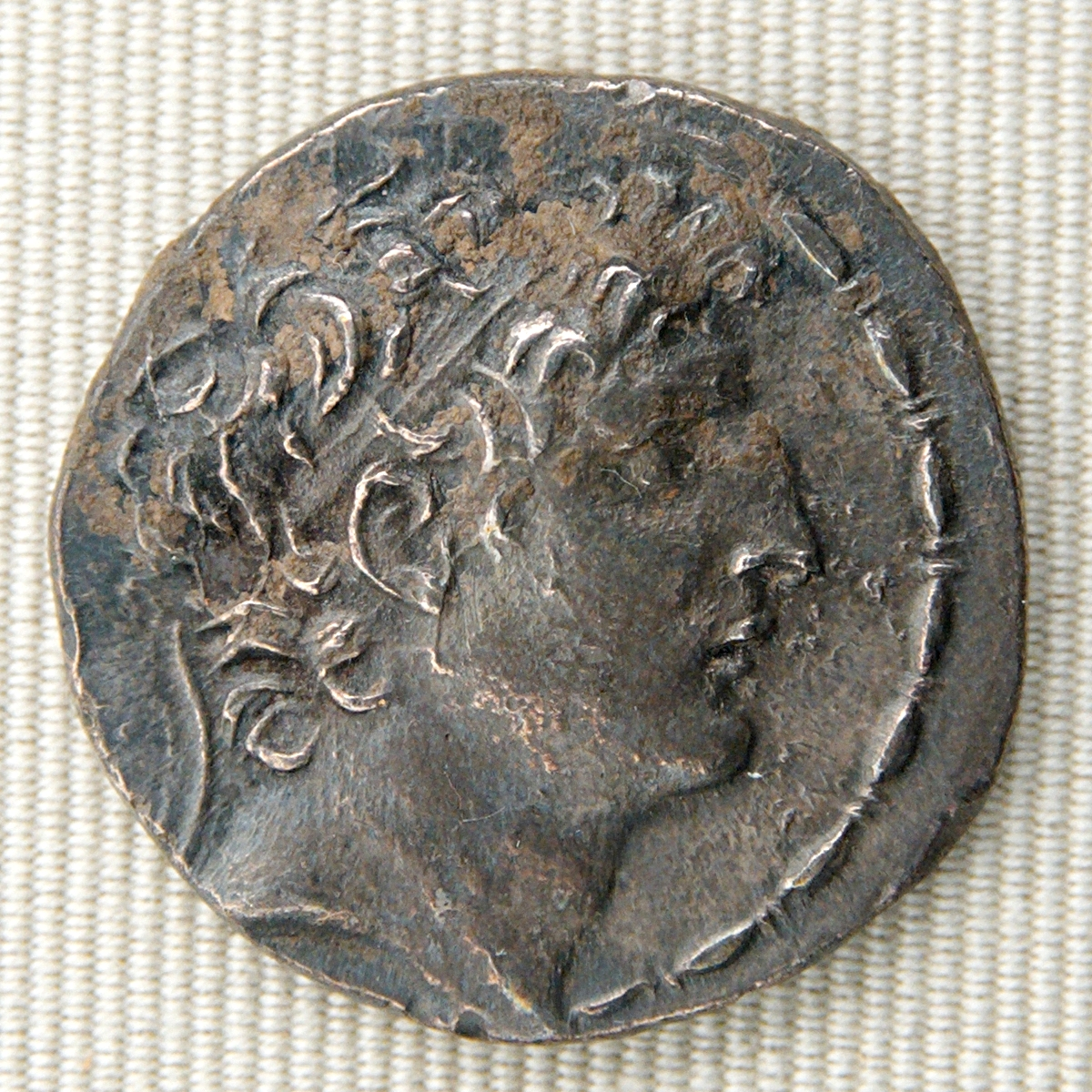
Монета Антіоха VIІІ Гріпа

Забіна користувався любов'ю підданих та мав гарний характер. Коли три офіцери організували повстання у Лаодікеї, Забіна обложив та узяв місто, проте помилував заколотників. Втім, він став зневажливо відноситись до Птолемея Фіскона, котрий нещодавно відіграв таку важливу роль у здобутті узурпатором престолу. Фіскон замирився з Клеопатрою Тею, яка після загибелі чоловіка встигла отруїти свого старшого сина Селевка V та оголосити царем іншого — Антіоха VIII Гріпа. Тепер Фіскон видав за останнього свою доньку Клеопатру Трифену і надав військову підтримку новому зятеві.
Від Александра поступово почали відпадати його піддані, а у 123 р. до н. е. він зазнав поразки у битві та втік до Антіохії. Тут, маючи велику потребу у грошах для виплати жалування найманцям, він наказав винести золоті зображення із храму. Обурені таким святотатством, антіохійці зібрались у великій кількості та примусили Забіну втікати. Покинутий прибічниками та заскочений бурею Александр потрапив до розбійників, був доправлений ними до Антіоха Гріпа і вбитий.
Можливо також відзначити, що невдовзі — у 121 р. до н. е. — Клеопатра Теа спробувала отруїти і другого свого сина, проте Антіох Гріп узяв верх та змусив її накласти на себе руки.